# Lorraine-Dietrich Type ER
Der Lorraine-Dietrich Type ER ist eine Baureihe von Pkw-Modellen der 1900er Jahre. Dazu gehören Type CER und Type TER. Hersteller war Lorraine-Dietrich in Frankreich.

## Beschreibung
Die Baureihe stand nur 1907 im Sortiment. Vorgänger war der Type DR und Nachfolger der Type CFER.
Der Motor entstand nach einer Lizenz von Turcat-Méry. Er ist ein Vierzylinder-Reihenmotor. Er ist als L-Kopf-Motor mit SV-Ventilsteuerung ausgeführt. Jeweils zwei Zylinder sind paarweise zusammengegossen. 146 mm Bohrung und 180 mm Hub ergeben 12.054 cm³ Hubraum. Der Motor war damals in Frankreich steuerlich mit 60 CV eingestuft.
Der Motor ist vorn längs im Fahrgestell eingebaut. Er treibt über ein Vierganggetriebe und Ketten die Hinterräder an. Die Bremse wirkt zeittypisch nur auf die Hinterachse.
Type CER hat 330 cm Radstand und Type TER 355 cm Radstand.

## Renneinsätze
Arthur Duray gewann am 7. Juni 1907 mit einem dieser Wagen das Rennen von Moskau nach Sankt Petersburg. Er war als zweisitziger Phaeton karossiert.